# 恵陽区
恵陽区（けいようく）は中華人民共和国広東省恵州市に位置する市轄区。

## 歴史
- 590年（開皇10年）隋により帰善県が設置された。

- 1912年（民国元年）帰善県は恵陽県と改称された[1]。

- 1994年 恵陽県から恵陽市に昇格、更に2003年に恵陽区に改編され現在に至る[1]。

## 行政区画
下部に6街道、6鎮を管轄する
- 街道
  - 淡水街道、秋長街道、三和街道、澳頭街道、霞涌街道、大亜湾西区街道
- 鎮
  - 沙田鎮、新圩鎮、鎮隆鎮、永湖鎮、良井鎮、平潭鎮

澳頭街道・霞涌街道及び大亜湾西区街道は恵州大亜湾経済技術開発区が管理する。

## 交通

### 航空
- 恵州平潭空港（中国語版）

### 鉄道
- 廈深線
  - 恵陽駅

### 道路
- 高速道路
  -  瀋海高速道路
  -  長深高速道路
  -  武深高速道路（中国語版）
  -  甬莞高速道路（中国語版）
  -  広恵高速道路（中国語版）
  -  恵大高速道路（中国語版）
  -  恵深沿海高速道路（中国語版）
- 国道
  - G228国道
  - G324国道